# Llista de correu electrònic
Les llistes de correu o llistes de distribució són un ús especial del correu electrònic que permet la distribució massiva d'informació entre múltiples usuaris d'Internet simultàniament.
En una llista de correu s'escriu un missatge a l'adreça de la llista (exemple: llista@correu.org) i arriba massivament a totes les persones inscrites en la llista. Segons com estigui configurada la llista de correu, l'usuari podrà o no tenir la possibilitat d'enviar correus.
Moltes organitzacions utilitzen cada vegada més aquesta eina per mantenir serveis d'informació amb notícies, publicitat i altres informacions d'interès sobre una temàtica concreta. Per no caure en pràctiques de spam, els correus s'envien prèvia inscripció del destinatari i donant l'oportunitat de cancel·lar-la sempre que vulgui.
Les llistes de correu electrònic acostumen a funcionar de forma automàtica mitjançant l'ús d'un gestor de llistes de correu i una adreça de correu electrònic que pot rebre missatges de correu electrònic (l'adreça de correu de la llista).
Les llistes de correu, anomenades també llistes de discussió, llistes de distribució i fòrums electrònics, es remunten al començament de 1990, és a dir, són molt anteriors al web 2.0 i fins i tot a Internet. Durant la dècada de 1980 van sorgir alguns sistemes propietaris que usaven les xarxes telefòniques de transmissió de dades de les companyies telefòniques, un servei similar a aquest però tècnicament diferent, anomenat news, era usat gairebé exclusivament pels informàtics i persones aficionades a les xarxes de telecomunicacions.
Perquè funcioni una llista es necessita un ordinador servidor de llistes que allotgi el programa gestor, tant els aspectes administratius dels subscriptors, com el reenviament dels missatges entre subscriptors.